# ديف كينغ (كاتب)
ديف كينغ (بالإنجليزية: Dave King)‏ (و. 1947  م) هو لاعب هوكي الجليد، وكاتب كندي، ولد في نورث باتلفورد.
.

## التعليم
تعلم في جامعة ساسكاتشوان.

## جوائز
حصل على جوائز منها:
- نيشان كندا من رتبة عضو.

## روابط خارجية
- ديف كينغ على موقع EliteProspects.com (الإنجليزية)
- ديف كينغ على موقع HockeyDB.com (الإنجليزية)
- ديف كينغ على موقع قاعة مشاهير الرياضة في ساسكاتشوان (الإنجليزية)